# Jean-Louis Mandengué
Jean-Louis Mandengué (ur. 16 września 1971) – francuski pięściarz wagi półciężkiej, były mistrz unii europejskiej EBU w boksie zawodowym, olimpijczyk.